# Église Saint-Germain-d'Auxerre de Bligny-sur-Ouche
Pour les articles homonymes, voir Église Saint-Germain-d’Auxerre.
L’église Saint-Germain-d’Auxerre est une église catholique située à Bligny-sur-Ouche, en France.

## Localisation
L’église est située dans le département français de la Côte-d'Or, sur la commune de Bligny-sur-Ouche.

## Historique
L’église est l’ancienne chapelle du château de Bligny-sur-Ouche. Elle a été construite au XIIIe siècle, remaniée à plusieurs reprises, avec un clocher pyramidal du XVe siècle.

## Protection
Le clocher de l’église Saint-Germain-d’Auxerre fait l’objet d’une inscription au titre des Monuments historiques depuis le 7 décembre 1925.

## Galerie de photos

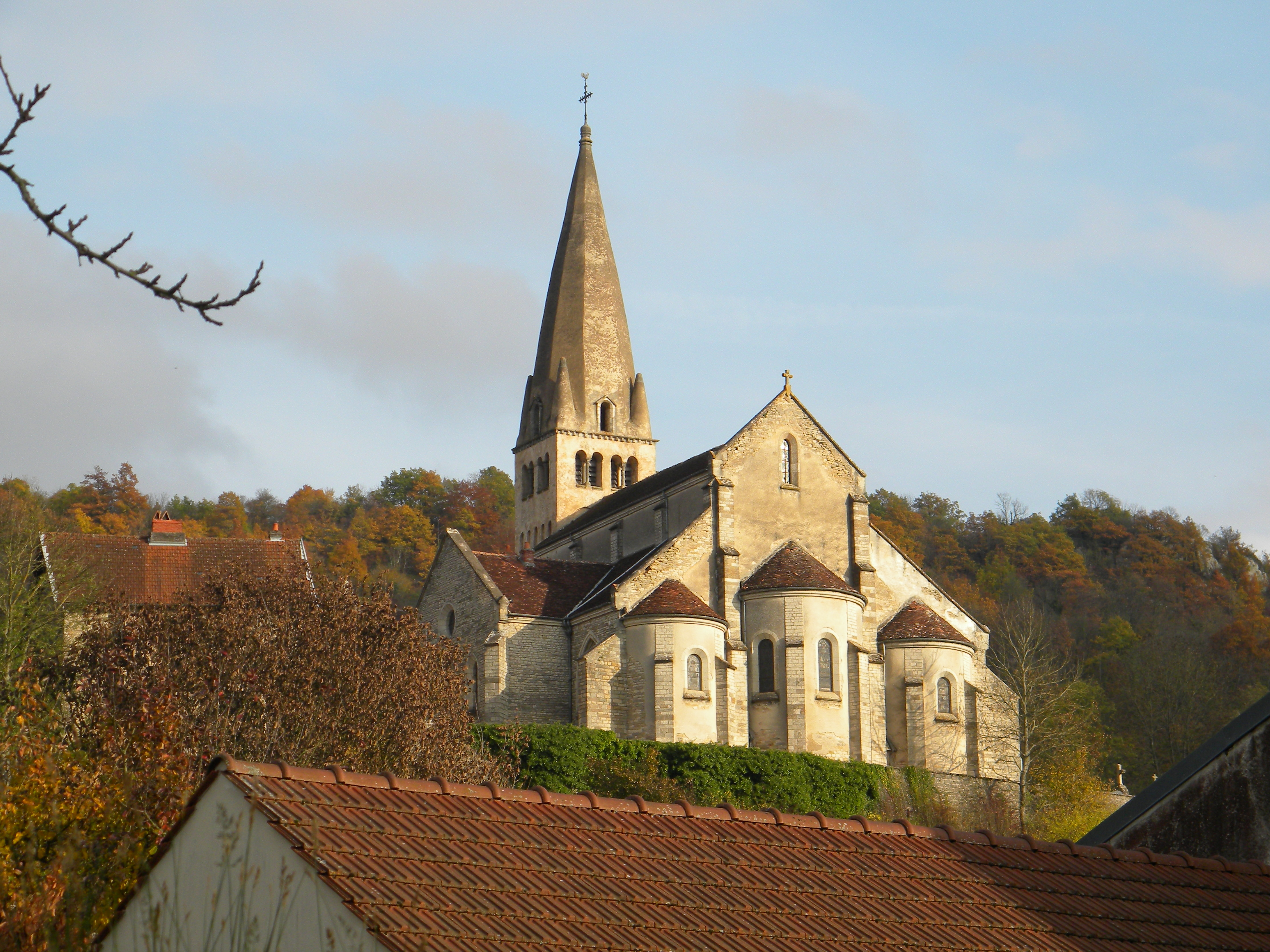
L’église.
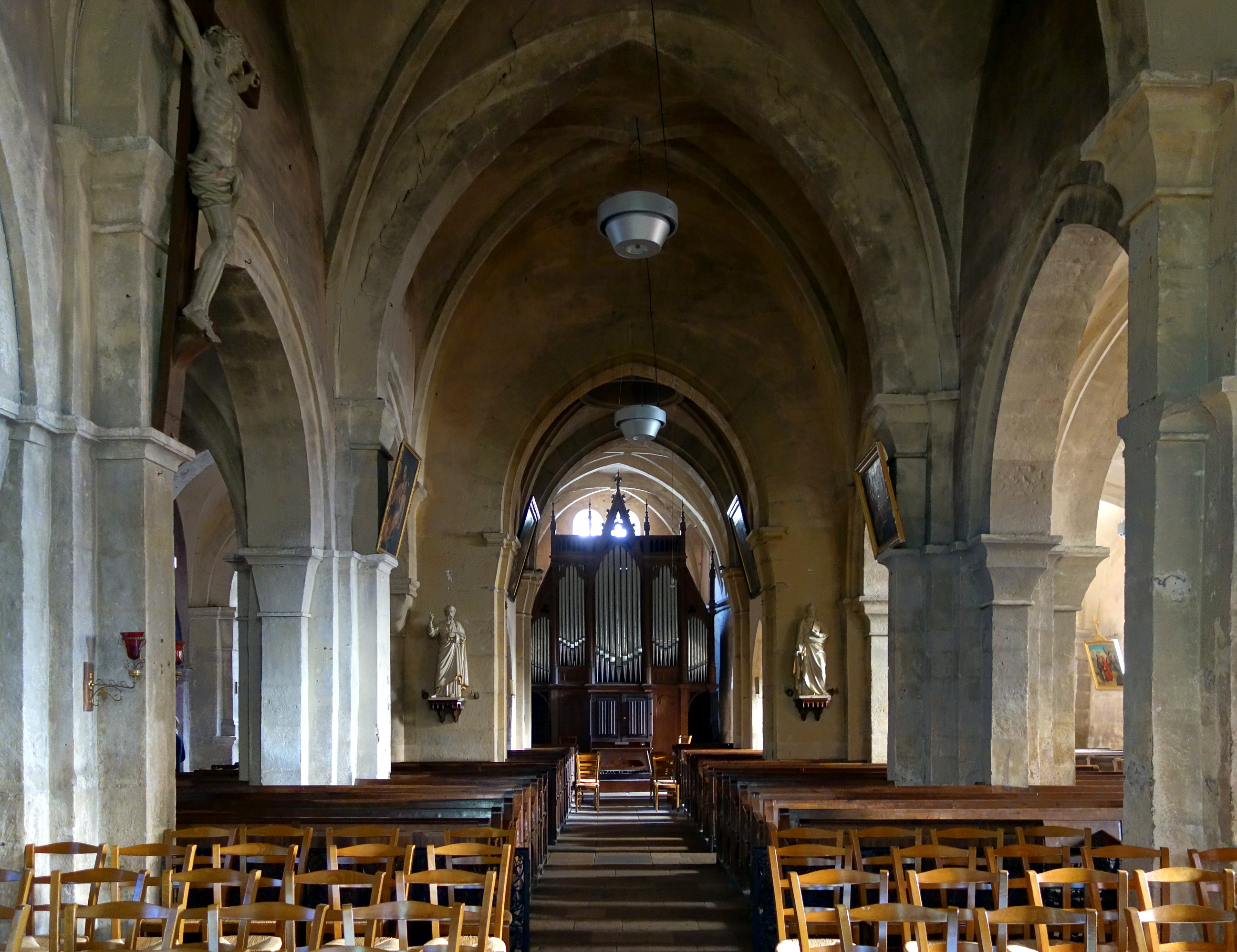
L’intérieur.